# Das Kunstwerk der Zukunft
Das Kunstwerk der Zukunft ist neben Oper und Drama eine der beiden „Kunst-theoretischen“ Schriften Richard Wagners, die er in der Zeit von 1849 bis 1852 in Zürich geschrieben hat.

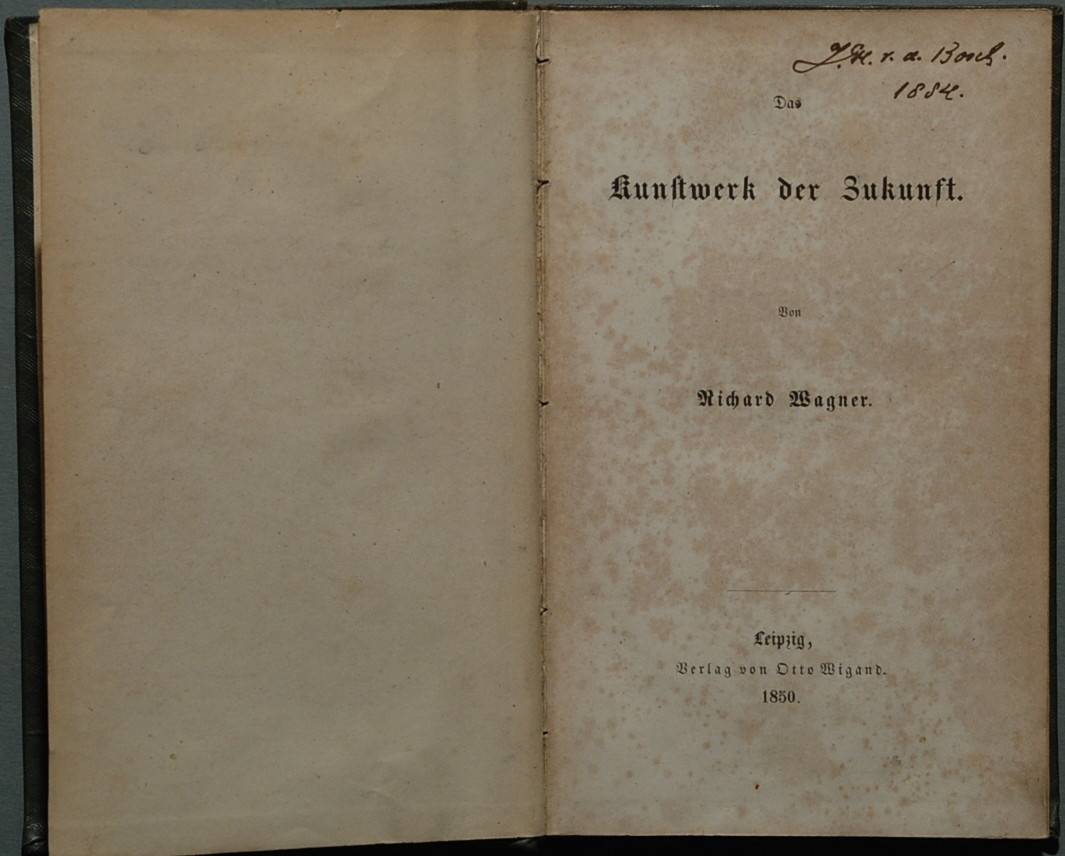
Titelblatt des Erstdruckes

Wie in seiner Schrift Die Kunst und die Revolution beklagt Wagner den Zerfall der Künste und entwickelt sein Modell der neuen Einheit der Künste, das „Gesamtkunstwerk“. Seine Schrift ist in seinen gesammelten Werken Band 3 veröffentlicht und in folgende Kapitel eingeteilt:
- I. Der Mensch und die Kunst im Allgemeinen.

1. Natur und Menschen
2. Leben, Wissenschaft und Kunst
3. Das Volk und die Kunst
4. Das Volk als die bedingende Kraft für das Kunstwerk
5. Die kunstwidrige Gestaltung des Lebens der Gegenwart unter der Herrschaft der Abstraktion und der Mode
6. Maßstab für das Kunstwerk der Zukunft
- II. Der künstlerische Mensch und die von ihm unmittelbar abgeleitete Kunst.

1. Der Mensch, sein eigener künstlerischer Gegenstand und Stoff
2. Die drei reinmenschlichen Kunstarten in ihrem  ursprünglichen Vereine
3. Tanzkunst
4. Tonkunst
5. Dichtkunst
6. Bisherige Versuche zur Wiedervereinigung der drei menschlichen Kunstarten
- III.  Der Mensch als künstlerischer Bildner aus natürlichen Stoffen

1. Baukunst
2. Bildhauerkunst
3. Malerkunst
- IV. Grundzüge des Kunstwerkes der Zukunft.

- V. Der Künstler der Zukunft.

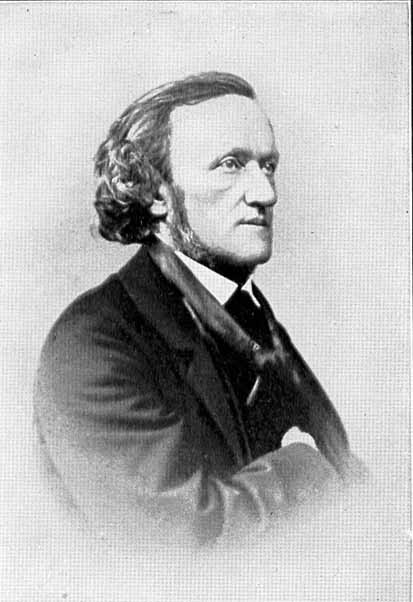
Wagner um 1867

Wagner entwickelt – wie bereits in seinen vorhergehenden Schriften – seine Überzeugung, dass die griechische Kunst eingebettet gewesen war in die griechische Religion und Mystik und durch Zerstörung der Religion auch die Kunst aus dem Zusammenhalt sich lösen und in „Einzelkünste“ (Drama, Musik und Tanz) degenerieren musste. Er beklagt, dass die Tonkunst als reine Untermalung des Wortes verkümmert sei.
Im weiteren Verlauf seiner nur schwer lesbaren Ausführungen, die in ausschweifenden Schachtelsätzen mit vielen Wiederholungen geschrieben sind, geht er sehr detailliert auf die Entwicklung der unterschiedlichen Künste ein, vom Idealzustand während der Antike, bis zur Dekadenz seiner Zeit. Dabei kritisiert er abermals vehement die allgemeinen sozialen Zustände, die fortschreitende Industrialisierung und die christliche Religion, wobei er sich stark an Ludwig Feuerbach anlehnt, dem er diese Schrift mit einem Begleitbrief auch widmete. Er kommt zu dem Schluss, dass das „Kunstwerk der Zukunft“ nur durch eine Vereinigung von Tonkunst, Tanzkunst und Drama, im Zusammenspiel mit den bildenden Künsten (Bau-, Mal- und Bildhauerkunst) sich zu einer neuen Blüte entfalten könne, und dass die Impulse dazu aus dem Volke kommen müssten. Er beendet seine Ausführungen mit einem provozierenden Ausruf gegen das Kunst-Establishment:
Bedenkt, dass da, wo ein Teil der staatlichen Gesellschaft nur überflüssige Kunst und Literatur treibt, ein anderer Teil notwendig nur den Schmutz Eures unnützen Daseins zu tilgen hat; dass da, wo Schöngeisterei und Mode ein ganzes unnötiges Leben erfüllen, Rohheit und Plumpheit die Grundzüge eines andern Lebens ausmachen müssen; dass da, wo der sinnlose Luxus seinen allesverzehrenden Heißhunger gewaltsam zu stillen sucht, das natürliche Bedürfnis auf der anderen Seite nur durch Plack und Not und Sorgen den Luxus befriedigen kann. So lange Ihr intelligenten Egoisten und egoistischen Feingebildeten in künstlichem Dufte erblüht, muss es notwendigerweise einen Stoff geben, aus dessen Lebenssafte Ihr Eure süßlichen Parfüms destilliert: Und dieser Stoff, dem Ihr seinen natürlichen Wohlgeruch entzogen habt, ist nur dieser übelatmige Pöbel, vor dessen Nähe es Euch ekelt und dem Ihr seine natürliche Anmut entpresst habt.
Weder Euch noch diesen Pöbel verstehen wir aber unter dem Volke. Nur wenn weder dieser noch Ihr eines Tagen nicht mehr existieren werdet, können wir uns erst das Vorhandensein des wahren Volkes vorstellen. Schon jetzt lebt das Volk überall da, wo Ihr und der Pöbel nicht seid, d. h. es lebt mitten unter Euch beiden, nur dass Ihr nichts von ihm wisst ... und wisst Ihr von ihm, so seid Ihr auch schon Volk, denn vom Volke kann man nichts wissen, ohne an ihm Teil zu haben. Der Höchstgebildete wie der Ungebildetste, der Wissendste wie der Unwissendste, der Hochgestellteste, wie der Niedergestellteste, der im üppigen Schoße des Luxus Aufgewachsene, wie der aus dem unsauberen Neste der Armut Emporgekrochene, der in gelehrter Herzlosigkeit Auferzogene wie der in lasterhafter Rohheit Entwickelte, ... sobald er einen Drang in sich fühlt, endlich auszubrechen aus dem feigen Behagen unserer gesellschaftlichen und staatlichen Zustände oder der stumpfsinnigen Unterjochung unter sie, der ihm nur Ekel an den schalen Freuden unserer unmenschlichen Kultur und Hass gegen ein Nützlichkeitswesen empfinden lässt, der ihm Verachtung gegen den selbstgenügsamen Unterwürfigen (diesen allerunwürdigsten Egoisten!) oder Zorn gegen den übermütigen Frevler an der menschlichen Natur eingibt, ... nur derjenige also, nur der gehört jetzt zum Volke, denn er und alle ihm Gleichen fühlen eine gemeinsame Not. Diese Not wird dem Volke die Herrschaft des Lebens geben, sie wird es zur einzigen Macht des Lebens erheben.
In seinem folgenden und wichtigsten Schrift-Werk Oper und Drama erklärt Richard Wagner dann sehr genau (und sehr theoretisch), wie er sich die optimale „Vereinigung“ von Tonkunst und Dichtkunst vorstellt. Wenig später macht er sich an die „praktische“ Ausführung und dichtet und komponiert in jahrelanger Arbeit seinen Ring des Nibelungen als das Musikdrama par excellence.